# 소엔역
소엔역(일본어: 桑園駅 소우엔에키[*])은 일본 홋카이도 삿포로시 주오구에 있는 홋카이도 여객철도의 철도역이다.

## 역 구조
2면 4선의 승강장이 있는 고가역이다. 미도리노마도구치, 자동 개찰기 등의 시설이 갖추어져 있다.

### 승강장
| 1 | ■ 하코다테 본선 | 데이네 · 호시오키 · 오타루 방면                     |
| 2 | ■ 하코다테 본선 | 삿포로 · 이와미자와 · 지토세 · 신치토세 공항 방면   |
| 3 | ■ 가쿠엔토시 선 | 아이노사토코엔 · 도베쓰 · 홋카이도이료다이가쿠 방면 |
| 4 | ■ 가쿠엔토시 선 | 삿포로 방면                                         |

## 역 주변
- 홋카이도 여객철도 본사
- 일본화물철도 홋카이도 지사
- 소엔 자동차 학교
- 삿포로 경마장

## 역사
- 1908년 7월 30일 ~ 8월 17일 - 일본국유철도의 기타고조 임시 승강장을 설치. 영업을 8월 5, 6, 15, 16일에 하고, 17일에 폐지했다.
- 1911년 - 경마장 개최일에 맞춘 게이바조마에 간이 승차장을 서치.
- 1913년 7월 19일 - 게이바조마에 임시 승강장을 설치.
- 1924년 6월 1일 - 소엔 역 개업 및 임시 승강장 폐지.
- 1929년 10월 24일 - 삿포로 시영 전차 소엔 선 개업으로 정류장 설치.
- 1933년 11월 2일 - 삿쇼 선 개통.
- 1940년 10월 20일 - 석탄류 화물 취급 개시.
- 1959년 12월 15일 - 삿포로시조 역까지 화물 지선 개업.
- 1960년 6월 1일 - 삿포로 시영 전차 소엔 선 폐지
- 1978년 10월 2일 - 화물 취급 중지와 화물 지선 폐지.
- 1985년 3월 14일 - 수하물 취급 중단.
- 1987년 4월 1일 - 일본국유철도 분할 민영화로 홋카이도 여객철도가 계승.
- 1988년 11월 3일 - 고가화 개업.
- 2007년 10월 - 역 번호 부여. S02.
- 2008년 10월 25일 - IC카드 Kitaca 사용 개시.

## 인접한 역
| 홋카이도 여객철도 ■ 하코다테 본선 | 홋카이도 여객철도 ■ 하코다테 본선     | 홋카이도 여객철도 ■ 하코다테 본선      |
| --------------------------------- | ------------------------------------- | -------------------------------------- |
| S03 고토니 오타루 방면            | ● 구간쾌속 "이시카리 라이너" B ● 보통 | 01 삿포로 이와미자와 · 도마코마이 방면 |
| 홋카이도 여객철도 ■ 가쿠엔토시선  |                                       |                                        |
| 01 삿포로 삿포로 방면             | ● 보통                                | G03 하치켄 홋카이도이료다이가쿠 방면   |

## 관련 사이트
- (일본어) 역 구내도 (소엔 역) - 홋카이도 여객철도